# 内藤五琅
内藤 五琅（ないとう ごろう、1948年 - ）は、日本の日本画家。東京都出身、さいたま市浦和区在住。日本美術院特待。浦和画家。

## 人物
東京都杉並区に生まれ、浦和市（現・さいたま市）に移住。埼玉県立浦和高等学校、東京芸術大学日本画科卒業。佐野東石美術館、成川美術館などに作品が所蔵されている。父、内藤四郎は彫金の人間国宝。

## 経歴
- 1948年（昭和23年） - 東京都杉並区に生まれる。浦和市に移住。
- 1967年（昭和42年） - 埼玉県立浦和高校19回卒。
- 1972年（昭和47年） - 東京芸術大学日本画科卒業。
- 1984年（昭和59年） ― 日本美術院院友に推挙。
- 1990年（平成2年） - 第45回院展出品作「汀」外務省買上（オーストリア・ウィーン大公館蔵）
- 1997年（平成9年） - 第52回院展出品作「渚へ」外務省買上（外務省蔵）。
- 2002年（平成14年） - 第57回院展出品作「干潟」外務省買上。
- 2005年（平成17年） - 日本美術院特待に推挙。
- 2015年（平成27年）9月8日 - 母校の浦和高校に「翔」が寄贈され、除幕式が行われた[1]。「翔」は、2008年の第93回院展出品作品「風雪」を改題したものである。